# توتر العضلة
توتر العضلة أو الحظربة (بالإنجليزية: Muscle tone)‏ ويُعرف باسم قوة العضلات[بحاجة لمصدر] في مجالات علم وظائف الأعضاء والطب وعلم التشريح، لهجة قوة العضلة هو الانقباض الجزئي المستمر والسلبي للعضلة، أو مقاومة العضلة للشد السلبي (بالإنجليزية: Passive stretch)‏ فهو يساعد على الحفاظ على وضع الجسم ضد الجاذبيه وتتناقص هذه القوة خلال الدورة الثانية من النوم.

## الغرض
في حالة حدوث سحب مفاجئ أو تمدد للعضللات، يستجيب الجسم عن طريق زيادة تلقائة قوة العضلات، وهو رد الفعل الذي يساعد على الوقاية ضد خطر السقوط والحفاظ على التوازن. هذه القوة الشبه مستمرة يمكن النظر إليها على أنها «افتراضية» أو «ثابتة» للعضلات. كما أنه في حالة النشاط الشديد أو الضعيف للعضلة أو حتى الراحة التامة للعضلة تبقى هناك قوة للعضلة، بطريقة أخرى قوة العضلة لا تساوي الصفر مطلقا. هذه الخاصية توجد في جميع العضلات القابضة (بالإنجليزية: Flexors)‏ والباسطة (بالإنجليزية: Extensors)‏ للحفاظ على التوازن.
قوة العضلة في وقت الراحة تمثل على منحنى جرسي الشكل. حيث أنه عند انخفاض قوة العضلة يكون التمثيل مرنا وليس له وزنا. بينما في القوة الشديدة يكون التمثيل خفيفا شديا وقويا.
العضلات ذات القوة الشديدة ليست بالضرورة قوية والتي بقوة ضعيفة ليست بالضرورة ضعيفة. ولكن بصفة عامة فالتي تمثل على أنها قوية تكون قليلة المرونة وقوية والتي تمثل على أنها ضعيفة تكون شديدة المرونة وضعيفة. ولكن ليس دائما.

## التشخيص
الشخص الذي يعاني من انخفاض قوة العضلة لن يكون بإمكانه القيام بحركات عالية كعمل العداء أو مهارة الوثب العالي. عادة ما يكون لهؤلاء الرياضيين قوة عضلية كبيرة ولكن عليهم أن لا يقلقوا فهي ضمن الحدود الطبيعية. بينما الأشخاص الذين يعانون من ارتفاع مرضي في قوة العضلة فلن تكون لديهم مرونة في أداء حركات مثل الرقص واليوجا.

## وصلات خارجية
- سلسلة حول العضلات من إنتاج هيئة الإذاعة البريطانية (بالإنجليزية)